# José Padilha
José Bastos Padilha Neto (Río de Janeiro; 1 d'agost de 1967) és un director de cinema, documentalista i productor cinematogràfic brasiler. És conegut per ser el director de la pel·lícula Tropa d'elit i la sèrie Narcos.

## Trajectòria
El seu primer llargmetratge com a director, Ônibus 174 (2002), reconstrueix un violent episodi de Rio de Janeiro; el segrest d'un autobús que va acabar en tragèdia.
Va ser productor del film Tanga - Deu no New York Times (1987), dirigit per Henfil, i va treballar per a fer viable econòmicament Boca de ouro (1990), de Walter Avancini.
Va escriure i va produir el documental Os carvoeiros (1999), dirigit per Nigel Noble. Va dirigir i va produir també el documental per a televisió Os pantaneiros. Va produir Estamira, documental dirigit per Marcos Prado sobre una dona esquizofrènica que treballa i viu, fa més de dues dècades, en un abocador de Rio de Janeiro.
En 2005 va iniciar la preparació de Fome, documental sobre la trajectòria d'una família minera que mostra de quina forma els individus breguen amb la fam del dia a dia.

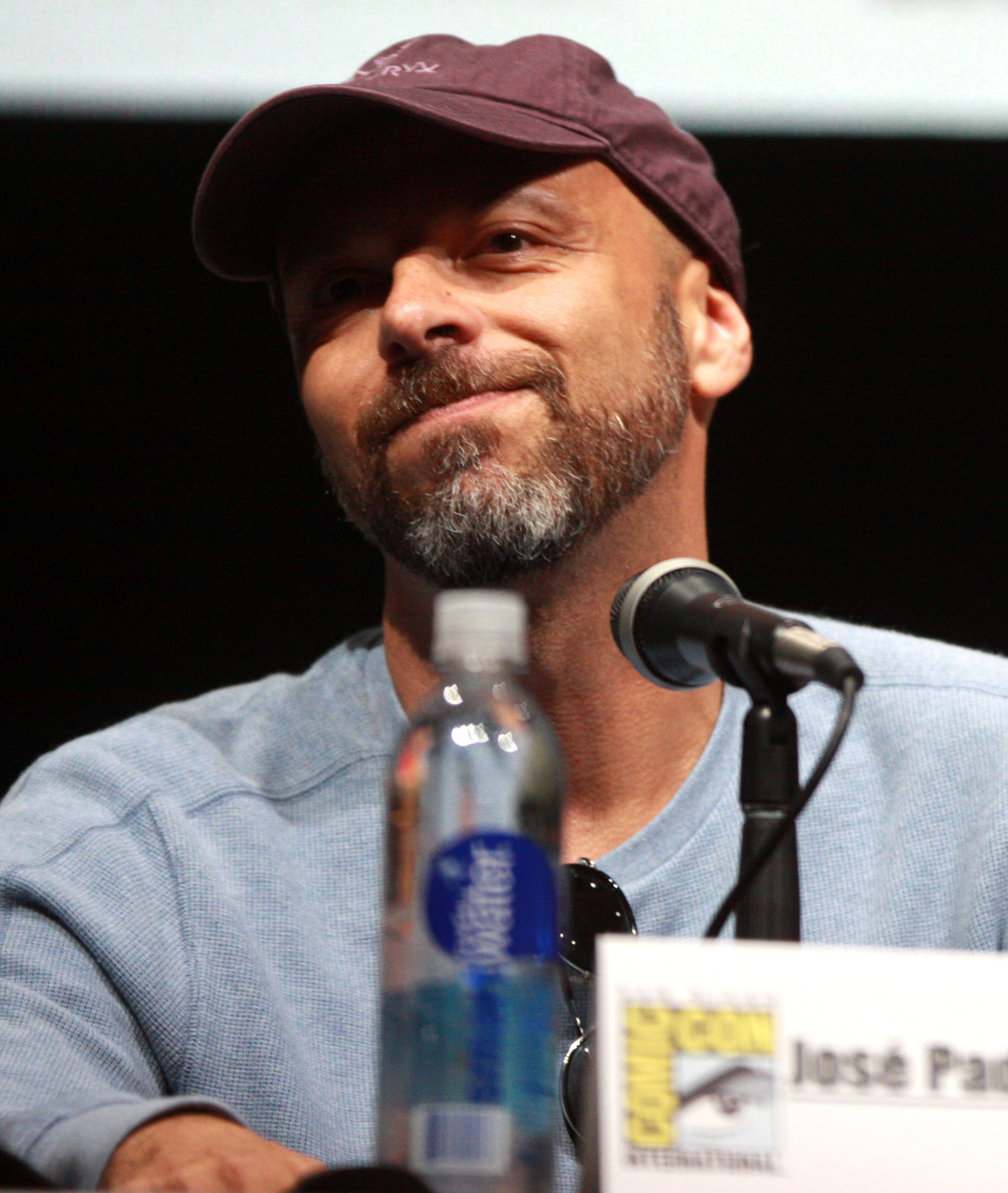
José Padilha al San Diego Comic Con International de 2013

En 2007 va llançar Tropa d'elit, la seva primera pel·lícula de ficció. El film, que va ser piratejat gairebé dos mesos abans de l'estrena, va tenir una gran repercussió i s'estima que 11 milions de persones han vist el DVD pirata. Als cinemes, la pel·lícula va aconseguir el major nombre d'espectadors en el rànquing nacional brasiler de 2007. El 15 de febrer de 2008 va guanyar l'Ós d'or, al 58è Festival Internacional de Cinema de Berlín, per aquesta mateixa pel·lícula.
Després de diversos treballs documentals, va rodar també Tropa de Elite 2: O Inimigo Agora É Outro (2010) i més tard, ja en 2014, la seva primera superproducció estatunidenca: el nou remake de RoboCop.
En 2015, tornaria a l'èxit després de dirigir la sèrie de la plataforma Netflix Narcos, la qual narra la lluita de la DEA contra el narcotràfic colombià, i especialment contra Pablo Escobar.

## Filmografia
| Any  | Títol                                     | Idioma(s)                        | Premis  |
| ---- | ----------------------------------------- | -------------------------------- | ------- |
| 2002 | Ônibus 174                                | Portuguès                        |         |
| 2007 | Tropa d'elit                              | Portuguès                        | Ós d'or |
| 2009 | Garapa                                    | Portuguès                        |         |
| 2010 | Tropa de Elite 2: O Inimigo Agora É Outro | Portuguès                        |         |
| 2010 | Segredos da Tribo (Ianomami)              | ianomaman/castellà italià/anglès |         |
| 2014 | RoboCop                                   | anglès                           |         |
| 2014 | Rio, I Love You                           | anglès                           |         |
| 2018 | Entebbe                                   | Anglès                           |         |

### Televisió
| Any  | Títol       | Idioma          | Premis | Notes   |
| ---- | ----------- | --------------- | ------ | ------- |
| 2015 | Narcos      | anglès/castellà |        | Netflix |
| 2018 | O Mecanismo | Portuguès       |        | Netflix |